# Petr Pravec
Petr Pravec (* 17. September 1967 in Třinec) ist ein tschechischer Astronom. Er hat sich durch die Entdeckung von Doppelasteroiden durch Anwendung der Fotometrie profiliert. Er führt die Bemühungen einer Gruppe von Beobachtern (BinAst) bei der Suche nach Mehrfach-Körpern bei NEAs und Asteroiden des Hauptgürtels.
Er hat bisher 289 Asteroiden (112 allein und 177 zusammen mit anderen Astronomen) gefunden. Der Asteroid (4790) Petrpravec ist nach ihm benannt.